# Kalliope (planetka)
(22) Kalliope je velká planetka objevená J. R. Hindem 16. listopadu 1852. Je pojmenovaná po Kalliopé, jedné z řeckých múz. Je mírně protáhlého tvaru a měří v průměru okolo 180 km.
Obíhá ji měsíc Linus, pojmenovaný podle dcery Kalliopé Linose, objevitele melodie a rytmu.